# Chaînon Howson
Le chaînon Howson (Howson Range en anglais) est un massif de montagnes qui fait partie des chaînons Bulkley (en) de la chaîne Hazelton (en) dans le Nord de la Colombie-Britannique au Canada. Son plus haut sommet est le pic Howson (en) avec une élévation de 2 759 m.